# جائزة كندا الكبرى 1970
جائزة كندا الكبرى 1970 هو سباق فورمولا 1 أقيم بتاريخ 20 سبتمبر 1970 في مونت تريمبلانت، كيبك، كندا. كان الحادي عشر من أصل 13 في بطولة العالم لسباقات الفورمولا واحد موسم 1970. حلّ البلجيكي جاكي إيكس أولا بينما جاء السويسري كلاي ريجاتسوني في المركز الثاني.